# 城关镇 (舟曲县)
城关镇，是中华人民共和国甘肃省甘南藏族自治州舟曲县下辖的一个乡镇级行政单位。

## 行政区划
城关镇下辖以下地区：
西城区社区、东城区社区、庙沟村、沙川村、锁头村、真牙头村、半山村、坝里村、寨子村、西关村、西街村、北街村、东街村、南街村、北关村、三眼村、月园村、瓦厂村、罗家峪村和马莲坪村。